# Luis Maria Heyden
Luis Maria Heyden (ur. 27 listopada 1893 w Eimsbüttel w Hamburgu, zm. 9 grudnia 1951 w Wingdale w Dover w stanie Nowy Jork) – tenisista reprezentujący Cesarstwo Niemieckie. Brał udział w igrzyskach w Sztokholmie (1912), gdzie startował w olimpijskich turniejach singlowych i deblowym (w parze z Robertem Spiesem) na kortach otwartych. Był także trzykrotnym finalistą turnieju German Open Tennis.

## Występy na letnich igrzyskach olimpijskich

### Turnieje singlowe
| Igrzyska | Konkurencja                     | 1/64 finału                    | 1/32 finału             | 1/16 finału         | Ćwierćfinał           | Półfinał        | Finał/Mecz o trzecie miejsce | Klasyfikacja końcowa |
| Igrzyska | Konkurencja                     | Rywal                          | Rywal                   | Rywal               | Rywal                 | Rywal           | Rywal                        | Klasyfikacja końcowa |
| -------- | ------------------------------- | ------------------------------ | ----------------------- | ------------------- | --------------------- | --------------- | ---------------------------- | -------------------- |
| LIO 1912 | Turniej singlowy (kort otwarty) | Édouard Mény de Marangue W 3:2 | Aurél von Kelemen W 3:1 | Theodore Pell W 3:1 | Charles Winslow P 2:3 | → Nie awansował | → Nie awansował              | Miejsca 5-8          |

### Turnieje deblowe
| Igrzyska | Konkurencja                             | Partner      | 1/32 finału                 | 1/16 finału                     | Ćwierćfinał            | Półfinał         | Finał/Mecz o trzecie miejsce | Klasyfikacja końcowa |
| Igrzyska | Konkurencja                             | Partner      | Rywal                       | Rywal                           | Rywal                  | Rywal            | Rywal                        | Klasyfikacja końcowa |
| -------- | --------------------------------------- | ------------ | --------------------------- | ------------------------------- | ---------------------- | ---------------- | ---------------------------- | -------------------- |
| LIO 1912 | Turniej deblowy mężczyzn (kort otwarty) | Robert Spies | F. Möller T. Grönfors W 3:2 | E. Frigast O. Frederiksen W 3:0 | L. Žemla J. Just P 0:3 | → Nie awansowali | → Nie awansowali             | Miejsca 5-8          |